# Afronurus matitensis
Afronurus matitensis is een haft uit de familie Heptageniidae. De wetenschappelijke naam van de soort is voor het eerst geldig gepubliceerd in 1996 door Sartori & Elouard.
De soort komt voor in het Afrotropisch gebied.